# ماريا باش
ماريا باش (بالألمانية: Maria Barbara Bach)‏ (و. 1684 – 1720 م) هي مغنية، من ألمانيا، ولدت في غيرن، توفيت في كوتن، عن عمر يناهز 36 عاماً.